# Хаджирадєва Світлана Костянтинівна
Світлана Костянтинівна Хаджира́дєва (нар. 20 вересня 1967, м. Ізмаїл, Одеська обл. Україна) — український вчений у галузі державного управління, міжнародний експерт з професійного навчання публічних службовців, коуч-тренер, медіатор. Доктор наук з державного управління, професор, дійсний член Академії наук публічного управління, почесний професор Ізмаїльського державного гуманітарного університету. Член науково-методичної ради МОН України (комісія за спеціальністю 281 «Публічне управління та адміністрування», 3-х спеціалізованих вчених рад із захисту дисертацій за спеціальністю «Державне управління» та низки редколегій вітчизняних і міжнародних фахових видань з публічного управління та адміністрування.

## Сфера наукових інтересів
Вивчення проблем професіоналізації публічних службовців, сучасних технологій, методів, інструментів публічного управління та адміністрування, зокрема управління змінами, проектами, ризиками, впровадженням інновацій, прийняттям рішень в індетермінованих умовах тощо. Вона має понад 300 наукових праць. Основні з них:
1. Khadzhyradieva, S.; Hrechko, T.; Savkov, А. (2019). Behavioral Insights in Public Policy: Ukrainian Case. 18 (1) (вид. Public Policy And Administration): 85—99. Архів оригіналу за 12 лютого 2020. Процитовано 18 вересня 2019.
2. Овчінникова А. П., Хаджирадєва С. К. Основи ораторської майстерності в умовах конфліктної взаємодії: [навч. посіб.]. — Одеса: Пальміра, 2005. –180 с.
3. Професійний розвиток державних службовців в умовах глобалізації та сучасних змін: монографія [Авт. кол.: В. М. Ємельянов, В. А. Негода, С. К. Хаджирадєва та ін.]. — Миколаїв: Ємельянова Т. В., 2018. — 167 с.
4. Професійно-мовленнєва комунікація сучасного керівника: Навчальний посібник. Серія «Управління навчальним закладом». — Одеса: Видавець СВД М. П. Черкасов, 2008. — 112 с. (Рекомендовано МОН України як навчальний посібник для студентів ВНЗ (Протокол № 1.4/18-Г-1706 від 09 липня 2008 р.).
5. Професіоналізація у сфери публічного управління: стан, проблеми, перспективи вирішення: Монографія / [С. К. Хаджирадєва, Н. О. Алюшина, Л. О. Воронько та ін.]. Під заг. ред. проф. С. К. Хаджирадєвої. — К.: НАДУ, 2017. — 256 с.
6. Професіоналізація у сфері публічного управління: стан, проблеми, перспективи вирішення: Сучасний контент професійного розвитку менеджерів освіти в умовах реформування освітньої галузі: монографія / [Хаджирадєва С. К., Воронова С. В., Кравцова Н. Є. та ін.] ; за заг. ред. С. К. Хаджирадєвої. — Миколаїв: Ємельянова Т. В., 2017. — Ч. ІІ. — 165 с.
7. Хаджирадєва С. К. Модернізація системи професійного розвитку державних службовців та службовців органів місцевого самоврядування // Інституціоналізація публічного управління в Україні: наук.-аналіт. доп. / за заг. ред. М. М. Білинської, О. М. Петроє. — Київ: НАДУ, 2019. — С. 144—172.
8. Хаджирадєва С. К. Професійно-мовленнєва комунікація державних службовців: [монографія]. — Одеса: Вид-во ОРІДУ, 2005. — 248 с.
9. Хаджирадєва С. К. Реформа системи державного управління та місцевого самоврядування в Україні: стан, виклики, перспективи здійснення: наук. доп. / авт. кол. ; за заг. ред. В. С. Куйбіди. — Київ: НАДУ, 2018. — С. 143—146.
10. Хаджирадєва С. К. Удосконалення системи визначення професійних кваліфікацій та сертифікації публічних службовців // Реформа системи державного управління та місцевого самоврядування в Україні: стан, виклики, перспективи здійснення: наук. доп. / авт. кол. ; за заг. ред. В. С. Куйбіди. — Київ: НАДУ, 2018. — 180 с. — С. 143—146.
11. Хаджирадєва С. К., Черненко Н. М. Техніка управлінської діяльності: Навчальний посібник. Серія «Управління навчальним закладом». — Одеса: Видавець СВД М. П. Черкасов, 2008. — 112 с. (Рекомендовано МОН України як навчальний посібник для студентів ВНЗ (Протокол № 1.4/18-Г-17.14 від 09 липня 2008 р.).
12. Хаджирадєва С. К., Черненко Н. М. Теорія і практика управління закладами освіти: Навчальний посібник. Серія «Управління навчальним закладом». — К. : «Освіта», 2013. — 184 с. (Рекомендовано МОН України як навчальний посібник для студентів ВНЗ (Протокол № 1/11–19453 від 19 грудня 2012 р.).

## Науково-педагогічна діяльність
Світлана Хаджирадєва зробила вагомий внесок у розвиток теорії та методології публічного управління та публічної служби. Під її науковим консультуванням та керівництвом захищено 3 докторські (Черненко Н. М., Обушна Н. І., Воронов О. І.) та 11 кандидатських дисертацій (Барбан М. М., Волошин В. Г., Воронова С. О., Глущук Ю. А., Гусак О. Г., Малік М. О., Погребняк Ю. В., Романенко Н. А., Сакалюк О. О., Симоненко В. В., Черненко Н. М.).
Трудовий шлях С. К. Хаджирадєвої розпочався в Ізмаїльському державному педагогічному інституті у 1992 році на посаді викладача кафедри педагогіки і психології. Нині має великий досвід керівної роботи, зокрема на посадах: завідувача кафедри андрагогіки Одеського регіонального інституту державного управління Національної академії державного управління при Президентові України (2001—2003 рр.); завідувача кафедри управління освітніми закладами та державної служби, декана факультету післядипломної освіти та роботи з іноземними громадянами Південноукраїнського національного педагогічного університету ім. К. Д. Ушинського (2006—2013 рр.); начальник навчально-наукового відділу Інституту державної служби та місцевого самоврядування Національної академії державного управління при Президентові України (2013—2014 рр.), з 2016 року — завідувач кафедри публічного управління та публічної служби.
Підвищувала кваліфікацію та проходила стажування за напрямом дисциплін, що викладає, в Північно-Лондонському університет (Велика Британія, 2001), Університеті «ТУРАН» (Республіка Казахстан, 2012, 2013), Карлсруйському технічному університеті (Німеччина, 2013, 2015), Королівському технічному університеті (Швеція, 2014), Університеті Аліканте (Іспанії, 2015), Інституті психології Гамбурзького університету (Німеччина, 2016), Університеті Миколаса Роміреса (Литва, 2019) та ін.